# Odyssey (Belfast)
The Odyssey – arena w Belfaście w Irlandii Północnej. Została otwarta w 2001 roku.
W arenie odbyło się wiele wydarzeń WWE, w tym m.in. WWE Raw i SmackDown!. Wśród artystów, którzy koncertowali w Odyssey są m.in.: Def Leppard, Kings of Leon, The Eagles, Bon Jovi, Kylie Minogue, Oasis, Gloria Estefan, George Michael, Shania Twain, Rihanna, Beyoncé, Kanye West, The Killers, Snow Patrol, Kaiser Chiefs, Bruce Springsteen, Girls Aloud, Cher, Dolly Parton, Avril Lavigne, Gwen Stefani, Anastacia, Britney Spears, The Prodigy, Slipknot, Stereophonics, Pussycat Dolls, Justin Timberlake, 50 Cent, Chris Brown i Christina Aguilera. Zespół Westlife pobił rekord areny, występując w niej 50 razy od 2001 roku.
Odyssey składa się z czterech głównych części:
- Arena – druga co do wielkości kryta arena w Irlandii, z maksymalną pojemnością 15.000.
- W5 („Who, What, Where, When, Why”) – pawilon naukowy.
- Pavilion – składa się z barów, restauracji, klubu nocnego i kina.
- Sheridan IMAX – pierwszy 3D IMAX w Irlandii Północnej (zamknięty we wrześniu 2007 roku).

## Wydarzenia
6 listopada 2011 roku w Odyssey Arena odbyła się gala rozdania muzycznych nagród MTV Europe Music Awards 2011.